# Val Müstair (obec)
Val Müstair (německy Münstertal) je obec ve švýcarském kantonu Graubünden, okresu Engiadina Bassa/Val Müstair. Nachází se ve stejnojmenném údolí, asi 45 kilometrů severovýchodně od Svatého Mořice v nadmořské výšce 1375 metrů. Žije zde přibližně 1 400 obyvatel.
Obec vznikla k 1. lednu 2009 sloučením dříve samostatných obcí Fuldera, Lü, Müstair, Santa Maria Val Müstair, Tschierv a Valchava.

## Geografie

Letecký pohled (1954)

Do obce se lze dostat z Zernezu v Engadinu přes průsmyk Ofenpass. Východně od Müstairu vede hranice s údolím Vinschgau (v Jižním Tyrolsku), která zároveň tvoří rétorománsko-německou jazykovou hranici. Tamní obec Taufers im Münstertal patří geograficky také do oblasti Münstertal / Val Müstair. Z vesnice Santa Maria pak vede silnice přes průsmyk  Umbrailpass do Valtelliny. Údolím protéká řeka Rambach (rétorománsky Rom).
Údolí se dělí na tři části, které jsou pojmenovány takto:
- Terzal d’Aint (vnitřní třetina) s Tschiervem, Fulderou a Lü.
- Terzal d’Immez (prostřední třetina) s Valchavou a Sta. Maria
- Terzal d’Oura (vnější třetina) s Müstairem

Tomuto rozdělení odpovídají i tři náhorní plošiny na švýcarské straně údolí.
Na území obce se nachází také nejvýchodnější bod Švýcarska, a to na vrcholu Piz Chavalatsch.

## Části obce
- Fuldera
- Lü
- Müstair
- Santa Maria Val Müstair
- Tschierv
- Valchava